# Galina Chirchina
Galina Chirchina (Alakourtti, 12 mai 1979) est une femme politique russe. De 2013 à 2015 elle a été la mairesse de Petrozavodsk, en République de Carélie. 